# 典寶溪
典寶溪是台灣高雄市的一條河流，發源於燕巢區烏山頂(標高320公尺)，流經大社、橋頭、岡山、梓官、楠梓等六區，於援中港附近入台灣海峽，全長32公里，集水面積有106平方公里，河流平均坡度約 1/400。典寶溪流域集水依地形大致可略分為，高速公路以西之平地地形(如典寶、援中港、典寶橋 A、典寶橋 B、潭子底等支線)，平均坡度約1/2000，高速公路以東之丘陵地形，以及山區排水(如筆秀、角宿、牛食坑、鳳山厝等支線)等三類型。典寶溪在國道一號高速公路以東，排水路坡度較陡，集水區平均坡度約 1/80，每當雨量大降雨集中時，常常造成堤防沖毀及田園淹水 。

## 水文
典寶溪流域全部在高雄市境內，源頭為燕巢區烏山頂海拔320公尺處。流域涵蓋大社區、楠梓區、橋頭區、岡山區、梓官區，出海口在援中港。主幹長32公里，集水區面積106平方公里:84。
主要的支線有:91-92：
1. 典寶溪支線（茄苳坑排水）：茄典村聚落的農田排水。
2. 援中港第一大排：橋頭區的農田排水與雨水，部分供應典寶支線中游做為灌溉水源。
3. 潭子底支線（梓官排水）：梓官區雨水下水道系統及農田排水的排水道。
4. 大寮支線（大寮排水）：有三條分線，收集燕巢區都市計畫區雨水與農田逕流。
  1. 瓊林分線
  2. 街尾崙分線
  3. 劉厝分線：岡山區劉厝里雨水排水。
5. 筆秀支線（筆秀排水）：丘陵與平地排水。自燕巢區岡山榮民之家發源，經滾水、海成社區。
6. 角宿支線（角宿排水）：源於燕巢區橫山里，流經虎頭山、火焰山，有八條分線，收集丘陵與田園地帶的雨水和排水。
7. 牛食坑支線（中圳溪排水）：源於燕巢區、大社區與大樹區之間的界山，有三條分線。
  1. 水哮分線
  2. 食坑分線
  3. 翠屏分線
8. 鳳山厝支線（保社甲排水）：源於保社里東側，為社區及丘陵排水道。

## 管轄權責
經濟部於2005年11月14日之經授水字第09420219360號公告，典寶溪排水管轄分為「中央管區域排水系統」及「高雄市管區域排水」二大類。典寶溪排水系統幹線屬「中央管區域排水系統」，典寶溪排水系統支線排水，權責屬「高雄市管區域排水」。

## 治水
典寶溪流域沿岸常溢堤淹水，岡山嘉興、白米等地勢低窪處排水不易。台灣中央政府於2006年開始進行「易淹水地區水患治理計畫」，水利署水利規劃試驗所統籌辦理典寶溪排水研究計畫，於2008年完成「高雄地區典寶排水系統整治及環境營造規劃報告」，於2014年推動「流域綜合治理計畫」，將典寶溪主幹線及筆秀排水等約16條支流納入治理計畫中。至今典寶溪規劃報告規劃第一期治水工程已完成90%，僅剩石螺潭排水整治尚在推動中；筆秀排水整治計畫則屬第二期治水工程範圍，將採分期分標辦理工程發包，逐段完成渠道整治。

### 筆秀排水整治
為了減低典寶溪在橋頭區筆秀社區、燕巢區海城社區一帶的淹水災害，此區域自2013年起，推動以綜合治水理念規畫了以重力排除優先的排水系統改善計畫。其中高地的洪水量以設置滯洪池或蓄洪池的方式，使其低於渠道容納的範圍，讓集流量以現有的排水路排出，而低地則用設置低地滯洪池或局部抽水的方式處理。堤岸高度採十年一遇的洪水位加50公分，以25年一遇洪水仍不溢堤為原則。
此計畫由高雄市水利局執行，另有經濟部水利署及第六河川局、內政部營建署及區公所、台糖公司共同協助，分為四期計畫進行：第一標應急計畫在2015年完工，主要施作河岸的擋土牆，固床工、箱型石籠、渠道排卵塊石、自動閘門、水防道路及堤後排水設施與集水井、植栽；接著第一期在2017年2月完工，主要是筆秀橋改建。第三期計畫及整治上游的第四期計畫，仍在規劃階段。

### 典寶溪滯洪池

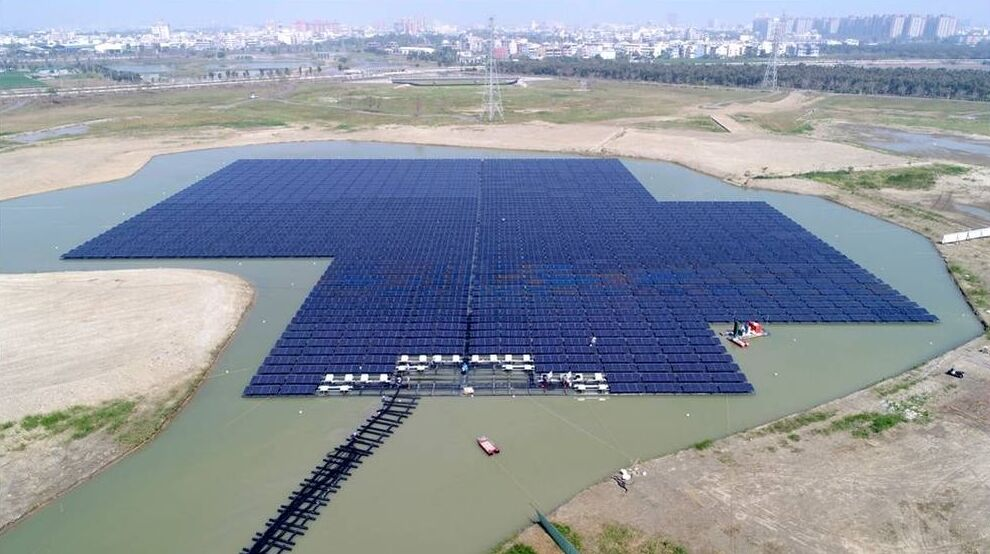
典寶溪滯洪池B區「白米滯洪池」

總共計畫設置A至F共6區滯洪池，以舒緩排水渠道來不及宣洩的內水。目前已完成A、B、D三區之施作，命名為「典寶溪劉厝滯洪池」、「典寶溪白米滯洪池」及「典寶溪芋寮滯洪池」，分別能提供43萬立方公尺及105萬立方公尺的滯洪量。在大雨來襲時，收集低地排水量及減低典寶溪排水幹線下游洪水量，並結合滯洪、景觀、親水、休閒、運動及補注地下水等多功能方式設置。

## 外部連結
- 《典寶溪排水治理成效》經濟部水利署 （页面存档备份，存于）